# Nuoto ai XX Giochi del Commonwealth
Le gare di nuoto dei XX Giochi del Commonwealth si sono disputate al Tollcross Swimming Center di Glasgow, in Scozia, dal 24 luglio al 29 luglio 2014.

## Podi

### Uomini
| Evento               | Oro | Prest.   | Argento | Prest.   | Bronzo | Prest.   |
| Stile libero         | |          | |          | |          |
| 50 m                 | Benjamin Proud | 21.92    | Cameron McEvoy | 22.00    | James Magnussen                                                                                              | 22.10    |
| 100 m                | James Magnussen | 48.11    | Cameron McEvoy | 48.34    | Tommaso D'Orsogna                                                                                            | 49.09    |
| 100 m S9             | Rowan Crothers | 54.58    | Matthew Cowdrey | 56.33    | Brenden Hall                                                                                                 | 56.85    |
| 200 m                | Thomas Fraser-Holmes | 1:45.08  | Cameron McEvoy | 1:45.56  | Calum Jarvis                                                                                                 | 1:46.53  |
| 200 m S14            | Daniel Fox | 1:57.89  | Thomas Hamer | 2:00.27  | Jack Thomas                                                                                                  | 2:01.27  |
| 400 m                | Ryan Cochrane | 3:43.46  | David McKeon | 3:44.09  | James Guy | 3:44.58  |
| 1500 m               | Ryan Cochrane | 14:44.03 | Mack Horton | 14:48.76 | Daniel Jervis                                                                                                | 14:55.33 |
| Dorso                | |          | |          | |          |
| 50 m                 | Ben Treffers | 24.67    | Mitch Larkin | 24.80    | Liam Tancock                                                                                                 | 24.98    |
| 100 m                | Chris Walker-Hebborn | 53.12    | Mitch Larkin | 53.59    | Liam Tancock Josh Beaver                                                                                     | 53.75    |
| 200 m                | Mitch Larkin | 1:55.83  | Josh Beaver | 1:56.19  | Matson Lawson                                                                                                | 1:56.53  |
| Rana                 | |          | |          | |          |
| 50 m                 | Cameron van der Burgh | 26.76    | Adam Peaty | 26.78    | Christian Sprenger                                                                                           | 27.46    |
| 100 m                | Adam Peaty | 58.94    | Cameron van der Burgh | 59.28    | Ross Murdoch                                                                                                 | 59.47    |
| 200 m                | Ross Murdoch | 2:07.30  | Michael Jamieson | 2:08.40  | Andrew Willis                                                                                                | 2:09.87  |
| Farfalla             | |          | |          | |          |
| 50 m                 | Benjamin Proud | 22.93    | Roland Schoeman | 23.13    | Chad le Clos                                                                                                 | 23.26    |
| 100 m                | Chad le Clos | 51.29    | Joseph Schooling | 51.69    | Adam Barrett                                                                                                 | 51.93    |
| 200 m                | Chad le Clos | 1:55.07  | Grant Irvine | 1:56.34  | Sebastien Rousseau                                                                                           | 1:55.43  |
| Misti                | |          | |          | |          |
| 200 m                | Daniel Tranter | 1:57.83  | Daniel Wallace | 1:58.72  | Chad le Clos                                                                                                 | 1:58,85  |
| 200 m SM8            | Oliver Hynd | 2:22.86  | Jesse Aungles | 2:31.25  | Blake Cochrane                                                                                               | 2:32.72  |
| 400 m                | Daniel Wallace | 4:11.20  | Thomas Fraser-Holmes | 4:12.04  | Sebastien Rousseau                                                                                           | 4:13.09  |
| Staffette            | |          | |          | |          |
| 4x100 m stile libero | Australia Tommaso D'Orsogna Matthew Abood James Magnussen Cameron McEvoy Ned McKendry* Kenneth To* Jayden Hadler*           | 3:13.44  | Sudafrica Chad le Clos Roland Schoeman Leith Shankland Caydon Muller Clayton Jimmie* Calvyn Justus*                                   | 3:15.17  | Inghilterra Adam Brown James Disney-May Adam Barrett Benjamin Proud Lewis Coleman* Chris Walker-Hebborn*     | 3:16.37  |
| 4x200 m stile libero | Australia Cameron McEvoy David McKeon Ned McKendry Thomas Fraser-Holmes Mack Horton*                                        | 7:07.38  | Scozia Daniel Wallace Duncan Scott Stephen Milne Robert Renwick Jak Scott* Gareth Mills* Cameron Brodie* Craig Hamilton*              | 7:09.18  | Sudafrica Sebastien Rousseau Devon Brown Dylan Bosch Chad le Clos Calvyn Justus*                             | 7:10.36  |
| 4x100 m misti        | Inghilterra Chris Walker-Hebborn Adam Peaty Adam Barrett Adam Brown Liam Tancock* James Wilby* James Guy* James Disney-May* | 3:31.51  | Australia Mitch Larkin Christian Sprenger Jayden Hadler James Magnussen Joshua Beaver* Kenneth To* Tommaso D'Orsogna* Cameron McEvoy* | 3:32.21  | Sudafrica Sebastien Rousseau Cameron van der Burgh Chad le Clos Leith Shankland Dylan Bosch* Clayton Jimmie* | 3:34.47  |

### Donne
| Evento               | Oro | Prest.  | Argento | Prest.  | Bronzo | Prest.  |
| Stile libero         | |         | |         | |         |
| 50 m                 | Francesca Halsall | 23.96   | Cate Campbell | 24.00   | Bronte Campbell | 24.20   |
| 100 m                | Cate Campbell | 52.68   | Bronte Campbell | 52.86   | Emma McKeon | 53.61   |
| 100 m S9             | Maddison Elliott | 1:05.32 | Stephanie Slater | 1:05.73 | Lakeisha Patterson | 1:08.98 |
| 200 m                | Emma McKeon | 1:55.57 | Siobhan-Marie O'Connor | 1:55.82 | Bronte Barratt | 1:56.62 |
| 400 m                | Lauren Boyle | 4:04.47 | Jazmin Carlin | 4:05.16 | Bronte Barratt | 4:06.02 |
| 800 m                | Jazmin Carlin | 8:18.11 | Lauren Boyle | 8:20.59 | Brittany Maclean | 8:20.91 |
| Dorso                | |         | |         | |         |
| 50 m                 | Georgia Davies | 27.56   | Lauren Quigley | 27.69   | Brooklynn Snodgrass | 27.67   |
| 100 m                | Emily Seebohm | 59.37   | Georgia Davies | 59.58   | Belinda Hocking | 59.93   |
| 200 m                | Belinda Hocking | 2:07.24 | Emily Seebohm | 2:08.51 | Hilary Caldwell | 2:08.55 |
| Rana                 | |         | |         | |         |
| 50 m                 | Leiston Pickett | 30.59   | Alia Atkinson | 30.67   | Corrie Scott | 30.75   |
| 100 m                | Sophie Taylor | 1:06.35 | Lorna Tonks | 1:21.38 | Alia Atkinson | 1:21.68 |
| 100 m SB9            | Sophie Pascoe | 1:19.36 | Madeleine Scott | 2:25.60 | Erraid Davies | 2:25.92 |
| 200 m                | Taylor McKeown | 2:22.36 | Sally Hunter | 2:23.33 | Molly Renshaw | 2:25.00 |
| Farfalla             | |         | |         | |         |
| 50 m                 | Francesca Halsall | 25.20   | Arianna Vanderpool-Wallace | 25.53   | Brittany Elmslie | 25.91   |
| 100 m                | Katerine Savard | 57.40   | Siobhan-Marie O'Connor | 57.45   | Emma McKeon | 57.66   |
| 200 m                | Audrey Lacroix | 2:07.61 | Aimee Willmott | 2:08.07 | Maddie Groves | 2:08.44 |
| Misti                | |         | |         | |         |
| 200 m                | Siobhan-Marie O'Connor | 2:08.21 | Alicia Coutts | 2:10.30 | Hannah Miley | 2:10.74 |
| 200 m SM10           | Sophie Pascoe | 2:27.24 | Katherine Downie | 2:31.98 | Aurelie Rivard | 2:32.09 |
| 400 m                | Hannah Miley | 4:31.76 | Aimee Willmott | 4:33.01 | Keryn McMaster | 4:36.35 |
| Staffette            | |         | |         | |         |
| 4x100 m stile libero | Australia Bronte Campbell Melanie Schlanger Emma McKeon Cate Campbell Madeline Groves* Brittany Elmslie* Alicia Coutts*      | 3:30.98 | Inghilterra Siobhan-Marie O'Connor Francesca Halsall Amy Smith Becki Turner Lauren Quigley* Jess Lloyd* Amelia Maughan*                        | 3:35.72 | Canada Victoria Poon Sandrine Mainville Michelle Williams Alyson Ackman                                                   | 3:40.00 |
| 4x200 m stile libero | Australia Emma McKeon Alicia Coutts Bronte Barratt Brittany Elmslie Madeline Groves* Remy Fairweather*                       | 7:49.90 | Canada Samantha Cheverton Brittany Maclean Alyson Ackman Emily Overholt                                                                        | 7:51.67 | Inghilterra Siobhan-Marie O'Connor Amelia Maughan Ellie Faulkner Becki Turner Jess Lloyd* Aimee Willmott*                 | 7:52.45 |
| 4x100 m misti        | Australia Emily Seebohm Lorna Tonks Emma McKeon Cate Campbell Belinda Hocking* Sally Hunter* Alicia Coutts* Bronte Campbell* | 3:56.23 | Inghilterra Lauren Quigley Sophie Taylor Siobhan-Marie O'Connor Francesca Halsall Elizabeth Simmonds* Molly Renshaw* Rachael Kelly* Amy Smith* | 3:57.03 | Canada Sinead Russell Tera van Beilen Katerine Savard Sandrine Mainville Kierra Smith* Audrey Lacroix* Michelle Williams* | 4:00.57 |

## Medagliere
| Pos.   | Paese         | Oro | Argento | Bronzo | Totale |
| ------ | ------------- | --- | ------- | ------ | ------ |
| 1      | Australia     | 19  | 21      | 17     | 57     |
| 2      | Inghilterra   | 10  | 10      | 8      | 28     |
| 3      | Canada        | 4   | 1       | 6      | 11     |
| 4      | Sudafrica     | 3   | 3       | 6      | 12     |
| 5      | Scozia        | 3   | 3       | 4      | 10     |
| 6      | Nuova Zelanda | 3   | 1       | 0      | 4      |
| 7      | Galles        | 2   | 2       | 3      | 7      |
| 8      | Giamaica      | 0   | 1       | 1      | 2      |
| 9      | Bahamas       | 0   | 1       | 0      | 2      |
| 9      | Singapore     | 0   | 1       | 0      | 1      |
| Totale | Totale        | 44  | 44      | 45     | 133    |